# Aspidaspis gainesi
Aspidaspis gainesi är en insektsart som beskrevs av Mcdaniel 1968. Aspidaspis gainesi ingår i släktet Aspidaspis och familjen pansarsköldlöss. Inga underarter finns listade i Catalogue of Life.